# Bandar Jidiid
Bandar Jidiid is een dorp in Somalië, in het District Bu'aale in de regio Midden-Juba. Het ligt ca. 15 km ten zuiden van de districtshoofdstad Bu'aale.

Bandar Jidiid is een traditioneel dorp met veel ronde hutten; het ligt niet ver van de westoever van de rivier de Juba.
Klimaat: Bandar Jidiid heeft een tropisch savanneklimaat met een gemiddelde jaartemperatuur van 27,9 °C. De warmste maand is maart met een gemiddelde temperatuur van 30 °C; juli is het koelste, gemiddeld 25,8 °C. De jaarlijkse neerslag bedraagt 534 mm (ter vergelijking, in Nederland ca. 800 mm). Er zijn twee duidelijke regenseizoenen, in april-mei en oktober-november. Ook daartussen valt nog enige neerslag, maar van januari-maart is het zeer droog. De natste maand is april, er valt dan zo'n 124 mm.